# Point Lay
Point Lay – jednostka osadnicza w Stanach Zjednoczonych, w stanie Alaska, w okręgu North Slope.